# Canoagem nos Jogos Olímpicos de Verão de 2000 - K-4 500 m feminino
A competição feminina do K-4 500 m da canoagem nos Jogos Olímpicos de Verão de 2000 foi realizada entre os dias 26 de setembro e 30 de outubro de 2000.

## Medalhistas
|  | GER Alemanha                                            |  | HUN Hungria                                            |  | ROU Romênia                                        |
|  | Birgit Fischer Katrin Wagner Manuela Mucke Anett Schuck |  | Katalin Kovács Szilvia Szabó Rita Kőbán Erzsébet Viski |  | Raluca Ioniță Mariana Limbău Elena Radu Sanda Toma |

## Resultados

### Eliminatórias
10 concorrentes participaram em duas baterias. As três primeiras colocadas de cada bateria avançaram para as finais.
| Bateria 1 de 2 Data: Quarta-feira, 26 de setembro de 2000 | Bateria 1 de 2 Data: Quarta-feira, 26 de setembro de 2000 | Bateria 1 de 2 Data: Quarta-feira, 26 de setembro de 2000 | Bateria 1 de 2 Data: Quarta-feira, 26 de setembro de 2000                  | Bateria 1 de 2 Data: Quarta-feira, 26 de setembro de 2000 | Bateria 1 de 2 Data: Quarta-feira, 26 de setembro de 2000 |
| Posição                                                   | Total                                                     | Atleta                                                    | Nação                                                                      | Tempo                                                     | Qual.                                                     |
| --------------------------------------------------------- | --------------------------------------------------------- | --------------------------------------------------------- | -------------------------------------------------------------------------- | --------------------------------------------------------- | --------------------------------------------------------- |
| 1                                                         | 1                                                         | HUN Hungria                                               | Rita Kőbán, Katalin Kovács, Szilvia Szabó, e Erzsébet Viski                | 1:33.312                                                  | QF                                                        |
| 2                                                         | 3                                                         | BLR Bielorrússia                                          | Olesya Bakunova, Yelena Bet, Natalya Bondarenko, e Svetlana Vakula         | 1:34.734                                                  | QF                                                        |
| 3                                                         | 4                                                         | ESP Espanha                                               | Izaskun Aramburu, Beatriz Manchón, Ana María Penas, e Belén Sánchez        | 1:35.298                                                  | QF                                                        |
| 4                                                         | 5                                                         | UKR Ucrânia                                               | Hanna Balabanova, Olena Cherevatova, Nataliya Feklisova, e Mariya Ralcheva | 1:35.454                                                  | QS                                                        |
| 5                                                         | 8                                                         | RUS Rússia                                                | Nataliya Guly, Yelena Tissina, Olga Tishchenko, e Galina Poryvayeva        | 1:36.870                                                  | QS                                                        |

| Bateria 2 de 2 Data: Quarta-feira, 26 de setembro de 2000 | Bateria 2 de 2 Data: Quarta-feira, 26 de setembro de 2000 | Bateria 2 de 2 Data: Quarta-feira, 26 de setembro de 2000 | Bateria 2 de 2 Data: Quarta-feira, 26 de setembro de 2000                 | Bateria 2 de 2 Data: Quarta-feira, 26 de setembro de 2000 | Bateria 2 de 2 Data: Quarta-feira, 26 de setembro de 2000 |
| Posição                                                   | Total                                                     | Atleta                                                    | Nação                                                                     | Tempo                                                     | Qual.                                                     |
| --------------------------------------------------------- | --------------------------------------------------------- | --------------------------------------------------------- | ------------------------------------------------------------------------- | --------------------------------------------------------- | --------------------------------------------------------- |
| 1                                                         | 2                                                         | GER Alemanha                                              | Katrin Wagner, Birgit Fischer, Anett Schuck, e Manuela Mucke              | 1:33.895                                                  | QF                                                        |
| 2                                                         | 6                                                         | POL Polônia                                               | Aneta Pastuszka, Joanna Skowroń, Aneta Michalak, e Beata Sokołowska       | 1:35.887                                                  | QF                                                        |
| 3                                                         | 7                                                         | ROU Romênia                                               | Raluca Ioniță, Mariana Limbău, Elena Radu, e Sanda Toma                   | 1:35.935                                                  | QF                                                        |
| 4                                                         | 9                                                         | AUS Austrália                                             | Natalie Hunter, Amanda Simper, Kerri Randle, e Shelley Oates-Wilding      | 1:37.081                                                  | QS                                                        |
| 5                                                         | 10                                                        | CAN Canadá                                                | Marie-Josée Gibeau-Ouimet, Carrie Lightbound, Julia Rivard, e Kamini Jain | 1:38.580                                                  | QS                                                        |

Classificação geral
| Baterias Classificação geral | Baterias Classificação geral | Baterias Classificação geral                                               | Baterias Classificação geral | Baterias Classificação geral | Baterias Classificação geral | Baterias Classificação geral |
| Posição                      | Atleta                       | Nação                                                                      | Bateria                      | Posição (bat.)               | Tempo                        | Qual.                        |
| ---------------------------- | ---------------------------- | -------------------------------------------------------------------------- | ---------------------------- | ---------------------------- | ---------------------------- | ---------------------------- |
| 1                            | HUN Hungria                  | Rita Kőbán, Katalin Kovács, Szilvia Szabó, e Erzsébet Viski                | 1                            | 1                            | 1:33.312                     | QF                           |
| 2                            | GER Alemanha                 | Katrin Wagner, Birgit Fischer, Anett Schuck, e Manuela Mucke               | 2                            | 1                            | 1:33.895                     | QF                           |
| 3                            | BLR Bielorrússia             | Olesya Bakunova, Yelena Bet, Natalya Bondarenko, e Svetlana Vakula         | 1                            | 2                            | 1:34.734                     | QF                           |
| 4                            | ESP Espanha                  | Izaskun Aramburu, Beatriz Manchón, Ana María Penas, e Belén Sánchez        | 1                            | 3                            | 1:35.298                     | QF                           |
| 5                            | UKR Ucrânia                  | Hanna Balabanova, Olena Cherevatova, Nataliya Feklisova, e Mariya Ralcheva | 1                            | 4                            | 1:35.454                     | QS                           |
| 6                            | POL Polônia                  | Aneta Pastuszka, Joanna Skowroń, Aneta Michalak, e Beata Sokołowska        | 2                            | 2                            | 1:35.887                     | QF                           |
| 7                            | ROU Romênia                  | Raluca Ioniță, Mariana Limbău, Elena Radu, e Sanda Toma                    | 2                            | 3                            | 1:35.935                     | QF                           |
| 8                            | RUS Rússia                   | Nataliya Guly, Yelena Tissina, Olga Tishchenko, e Galina Poryvayeva        | 1                            | 5                            | 1:36.870                     | QS                           |
| 9                            | AUS Austrália                | Natalie Hunter, Amanda Simper, Kerri Randle, e Shelley Oates-Wilding       | 2                            | 4                            | 1:37.081                     | QS                           |
| 10                           | CAN Canadá                   | Marie-Josée Gibeau-Ouimet, Carrie Lightbound, Julia Rivard, e Kamini Jain  | 2                            | 5                            | 1:38.580                     | QS                           |

### Semifinal
A semifinal foi disputada em bateria única, as três melhores classificaram-se para a final.
| Bateria 1 de 1 Data: Sexta-feira, 28 de setembro de 2000 | Bateria 1 de 1 Data: Sexta-feira, 28 de setembro de 2000 | Bateria 1 de 1 Data: Sexta-feira, 28 de setembro de 2000                   | Bateria 1 de 1 Data: Sexta-feira, 28 de setembro de 2000 | Bateria 1 de 1 Data: Sexta-feira, 28 de setembro de 2000 |
| Posição                                                  | Atleta                                                   | Nação                                                                      | Tempo                                                    | Qual.                                                    |
| -------------------------------------------------------- | -------------------------------------------------------- | -------------------------------------------------------------------------- | -------------------------------------------------------- | -------------------------------------------------------- |
| 1                                                        | UKR Ucrânia                                              | Hanna Balabanova, Olena Cherevatova, Nataliya Feklisova, e Mariya Ralcheva | 1:37.704                                                 | QF                                                       |
| 2                                                        | RUS Rússia                                               | Nataliya Guly, Yelena Tissina, Olga Tishchenko, e Galina Poryvayeva        | 1:38.262                                                 | QF                                                       |
| 3                                                        | CAN Canadá                                               | Marie-Josée Gibeau-Ouimet, Carrie Lightbound, Julia Rivard, e Kamini Jain  | 1:38.340                                                 | QF                                                       |
| 4                                                        | AUS Austrália                                            | Natalie Hunter, Amanda Simper, Kerri Randle, e Shelley Oates-Wilding       | 1:38.580                                                 |                                                          |

### Final
Com a conquista deste evento, Fischer tornou-se a primeira mulher em qualquer esporte a ganhar medalhas de ouro olímpicas com 20 anos de intervalo, e a primeira mulher a ganhar medalhas de ouro em cinco Olimpíadas diferentes em qualquer esporte. A medalha de prata de Kőbán elevou sua carreira a seis: 2 de ouro, 3 de prata e 1 de bronze.
| Bateria 1 de 1 Data: Domingo, 1 de outubro de 2000 | Bateria 1 de 1 Data: Domingo, 1 de outubro de 2000 | Bateria 1 de 1 Data: Domingo, 1 de outubro de 2000                         | Bateria 1 de 1 Data: Domingo, 1 de outubro de 2000 |
| Posição                                            | Nação                                              | Atleta                                                                     | Tempo                                              |
| -------------------------------------------------- | -------------------------------------------------- | -------------------------------------------------------------------------- | -------------------------------------------------- |
| 1                                                  | GER Alemanha                                       | Katrin Wagner, Birgit Fischer, Anett Schuck, e Manuela Mucke               | 1:34.532                                           |
| 2                                                  | HUN Hungria                                        | Rita Kőbán, Katalin Kovács, Szilvia Szabó, e Erzsébet Viski                | 1:34.946                                           |
| 3                                                  | ROU Romênia                                        | Raluca Ioniță, Mariana Limbău, Elena Radu, e Sanda Toma                    | 1:37.010                                           |
| 4                                                  | POL Polônia                                        | Aneta Pastuszka, Joanna Skowroń, Aneta Michalak, e Beata Sokołowska        | 1:37.076                                           |
| 5                                                  | UKR Ucrânia                                        | Hanna Balabanova, Olena Cherevatova, Nataliya Feklisova, e Mariya Ralcheva | 1:37.544                                           |
| 6                                                  | BLR Bielorrússia                                   | Olesya Bakunova, Yelena Bet, Natalya Bondarenko, e Svetlana Vakula         | 1:37.748                                           |
| 7                                                  | RUS Rússia                                         | Nataliya Guly, Yelena Tissina, Olga Tishchenko, e Galina Poryvayeva        | 1:38.624                                           |
| 8                                                  | ESP Espanha                                        | Izaskun Aramburu, Beatriz Manchón, Ana María Penas, e Belén Sánchez        | 1:38.654                                           |
| 9                                                  | CAN Canadá                                         | Marie-Josée Gibeau-Ouimet, Carrie Lightbound, Julia Rivard, e Kamini Jain  | 1:39.566                                           |